# Световая шахта

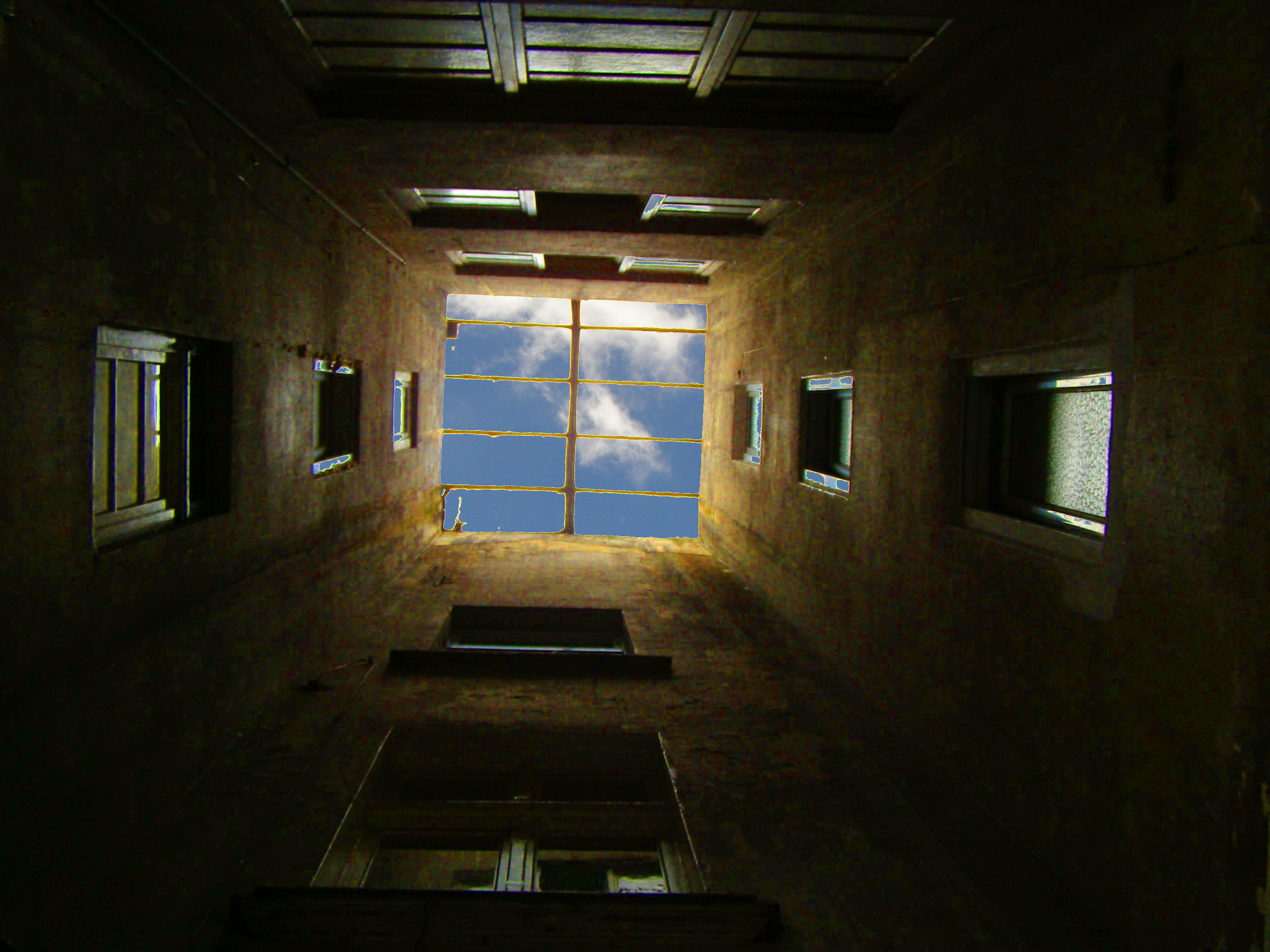
световая шахта

Схема светового туннеля

Световая шахта (световой приямок, световой туннель) — вертикальная или наклонная конструкция (реже горизонтальная) или сооружение. Состоящее из окна, ствола (шахты), ведущего от наружного окна к внутреннему. Снаружи свет попадает через зенитный световой фонарь или окно в перекрытии.
Служат для естественного освещения внутренних комнат, коридоров, подвалов, подсобных помещений и подземных сооружений. Применяется в случаях когда доступ к естественному свету затруднён или невозможен. Могут использоваться и как эффективные вентиляционные каналы. Даже в пасмурный день световой туннель способен дать примерно столько же света, сколько лампа накаливания мощностью в 50-60 Вт, при условии что его длина не превышает метра. Изнутри поверхность туннеля окрашивается в белый цвет, может наноситься зеркальное покрытие. Часто в подвале, расположенном так, что в нём нет возможности установить окна с выходом наружу, естественное освещение обеспечивает световая шахта.